# Wyżnia Przełęcz w Widłach
Wyżnia Przełęcz w Widłach (słow. Lieviková štrbina, niem. Obere Gabelscharte, węg. Felső Villa-horhos) – przełęcz w Grani Wideł, w słowackich Tatrach Wysokich. Przełęcz ta oddziela Wielki Szczyt Wideł na południowym zachodzie od Wschodniego Szczytu Wideł na północnym wschodzie. Znajduje się poniżej kopuły szczytowej Wschodniego Szczytu Wideł.
Dla odróżnienia od Przełęczy w Widłach nazywa się ją Wyżnią Przełęczą w Widłach, gdyż jest położona nieco wyżej. Na jej siodło nie prowadzą żadne znakowane szlaki turystyczne, więc nie jest dostępna dla turystów. Najdogodniejsze drogi dla taterników prowadzą na nią z Doliny Dzikiej oraz od sąsiedniej Kieżmarskiej Przełęczy z trawersem Wschodniego Szczytu Wideł. Drogi te umożliwiają też szybkie zejście z Grani Wideł. Trudniejsze jest dotarcie na przełęcz od strony Doliny Łomnickiej wprost rynną lub południowymi ścianami sąsiednich szczytów.

## Historia
Pierwsze wejścia turystyczne:
- Zygmunt Klemensiewicz i Roman Kordys, 1 sierpnia 1906 r. – letnie,
- Gerhard Haffner, Alfred Schmidt i przewodnik Matthias Nitsch, 20 kwietnia 1935 r. – zimowe[2].

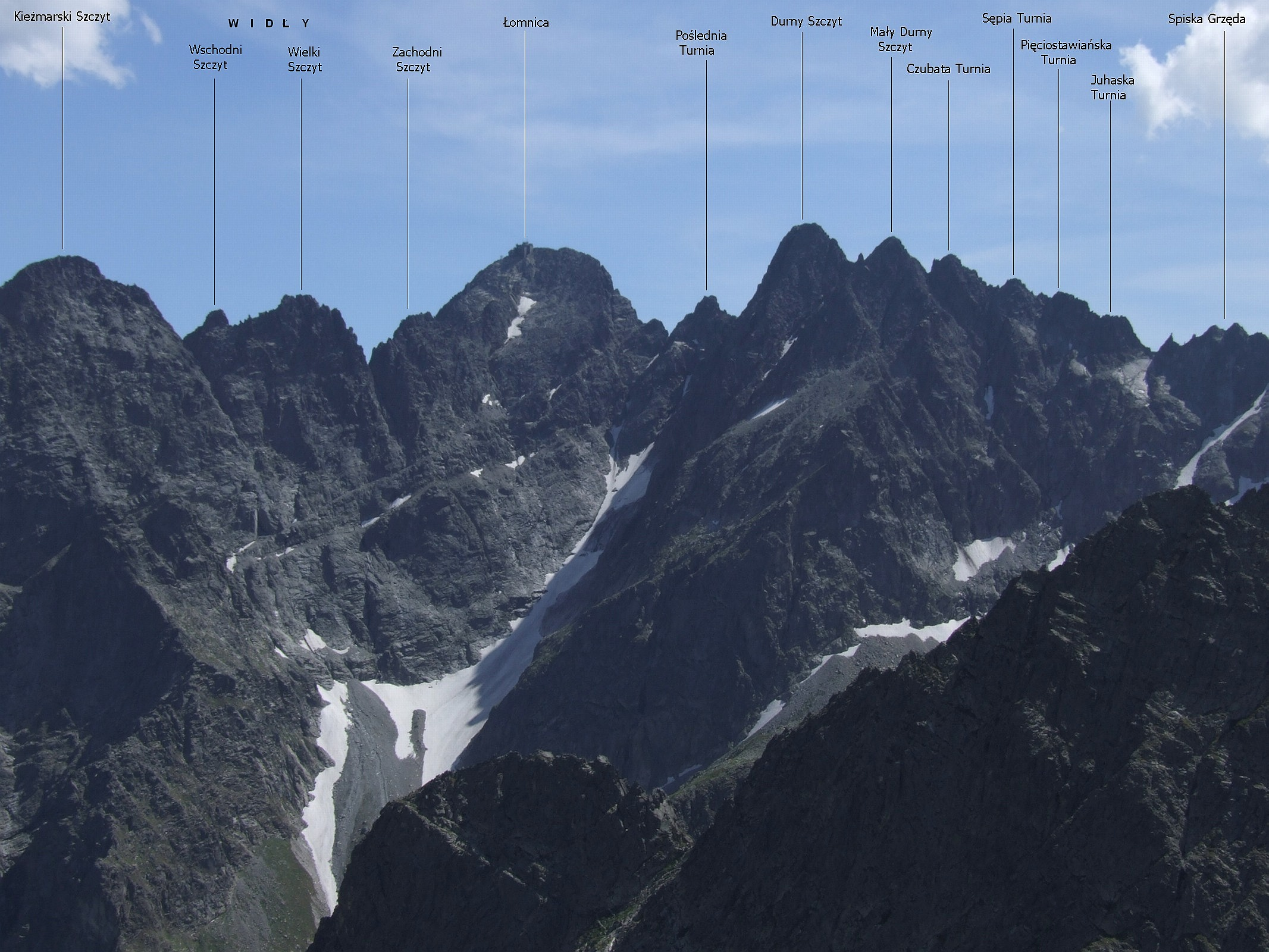
Wyżnia Przełęcz w Widłach od północnej strony (z Jagnięcego Szczytu)